# Casper van Beers
Casper van Beers (Tilburg, 15 april 1992) is een Nederlandse voetballer  die uitkomt voor FC Den Bosch. 
In zijn jeugdjaren speelde hij voor Willem II Tilburg. Waarna hij later als prof onder contract stond hij bij FC Dordrecht. De laatste jaren speelde hij voor Jong PSV. Die laatste club leende hem uit aan FC Eindhoven waar hij maar tot één duel in het betaald voetbal kwam.
Vanaf het seizoen 2013-2014 komt hij uit voor FC Den Bosch. De club waar zijn broer Simon van Beers derde keeper is. Aan het einde van datzelfde seizoen werd hij om disciplinaire redenen weggestuurd en zal hij vanaf seizoen 2014-2015 uitkomen voor VOAB.